# Cestrum imbricatum
Cestrum imbricatum är en potatisväxtart som beskrevs av Henry Hurd Rusby. Cestrum imbricatum ingår i släktet Cestrum och familjen potatisväxter. Inga underarter finns listade i Catalogue of Life.